# Mitja Borkert

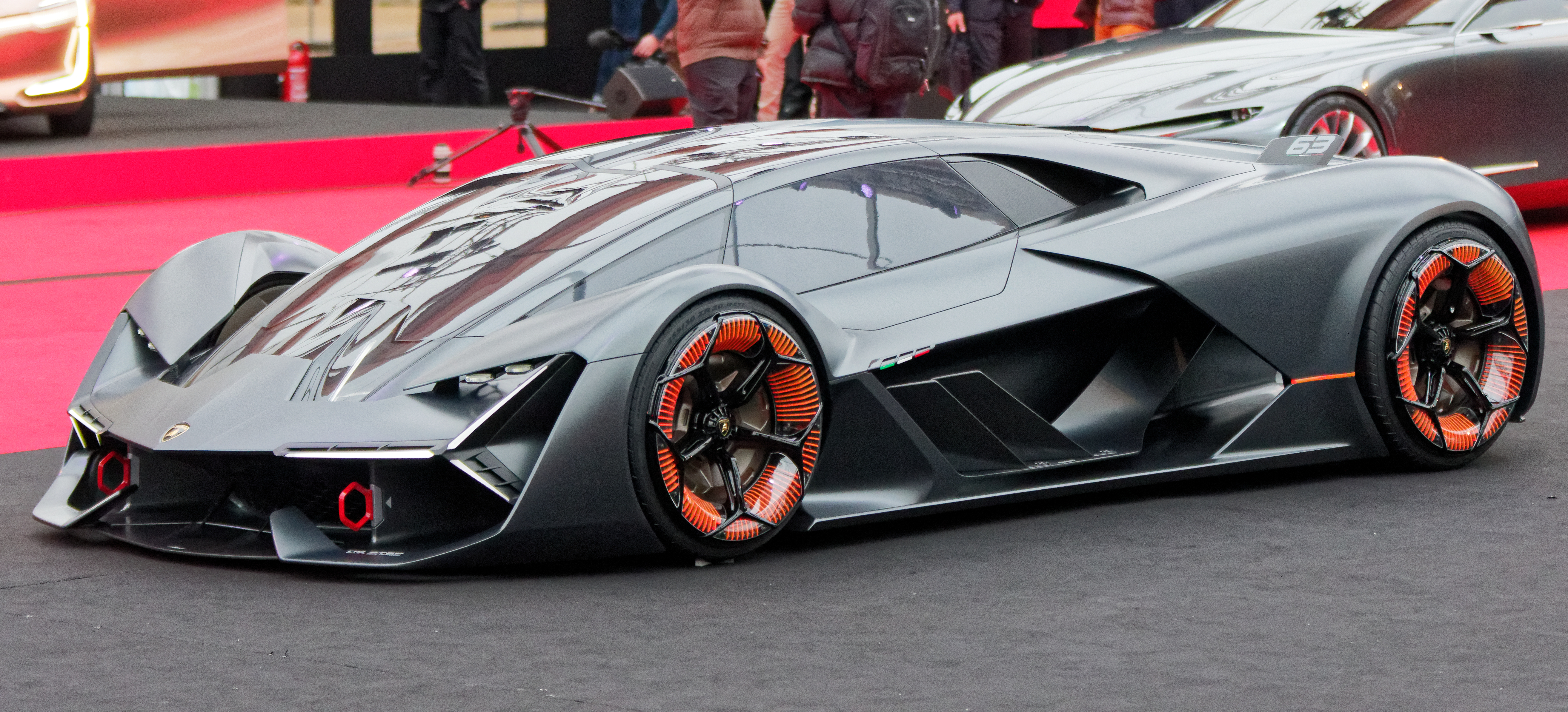
Lamborghini Terzo Millennio

Mitja Borkert (17 marzo 1974) è un progettista e ingegnere tedesco direttore dal 2016 del centro stile Lamborghini.

## Biografia

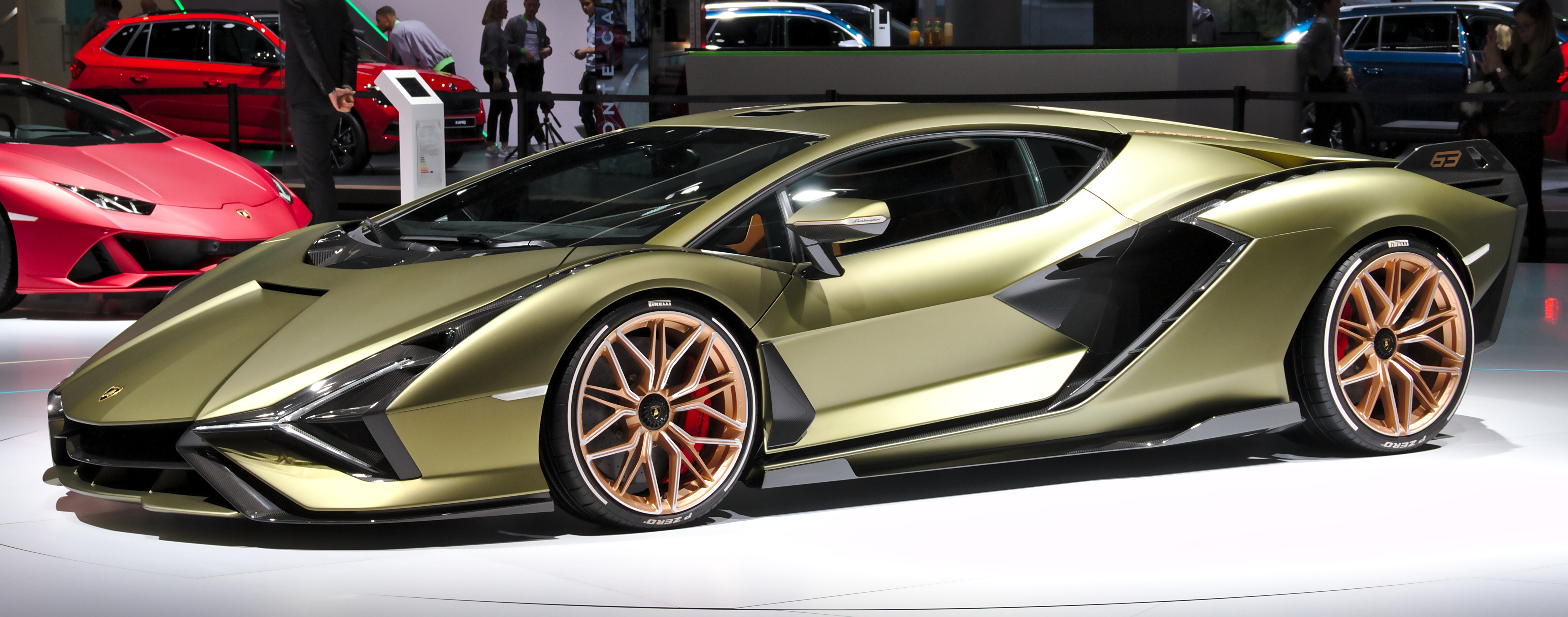
Lamborghini Sian

Nato nel 1974 nell'allora Germania dell'Est, dopo la caduta del muro di Berlino inizia a frequentare la Design University di Pforzheim ed essersi laureato in Transportation Design, nel 1999 è stato poi assunto dalla Porsche presso il proprio centro stile a Weissach, dove ha svolto vari incarichi, il principale dei quali sono stati quello di General Manager Advanced Design e dal 2014 Director of Exterior Design. Qui realizza la Panamera Sport Turismo e Porsche Boxster 987 restyling, collaborando alla realizzazione della seconda serie della Cayenne, delle Macan e della Mission E. Dopo 17 anni nella Porsche, lascia la casa tedesca nell'aprile 2016 per ricoprire il ruolo di Direttore del Centro Stile della Lamborghini, sostituendo Filippo Perini passato a dirigere la Italdesign. Qui si occupa della realizzazione della Aventador S e di alcune versioni speciali della Huracan come la Performante. Nel 2017 insieme al MIT di Boston realizza la concept car Terzo Millennio.

## Modelli disegnati

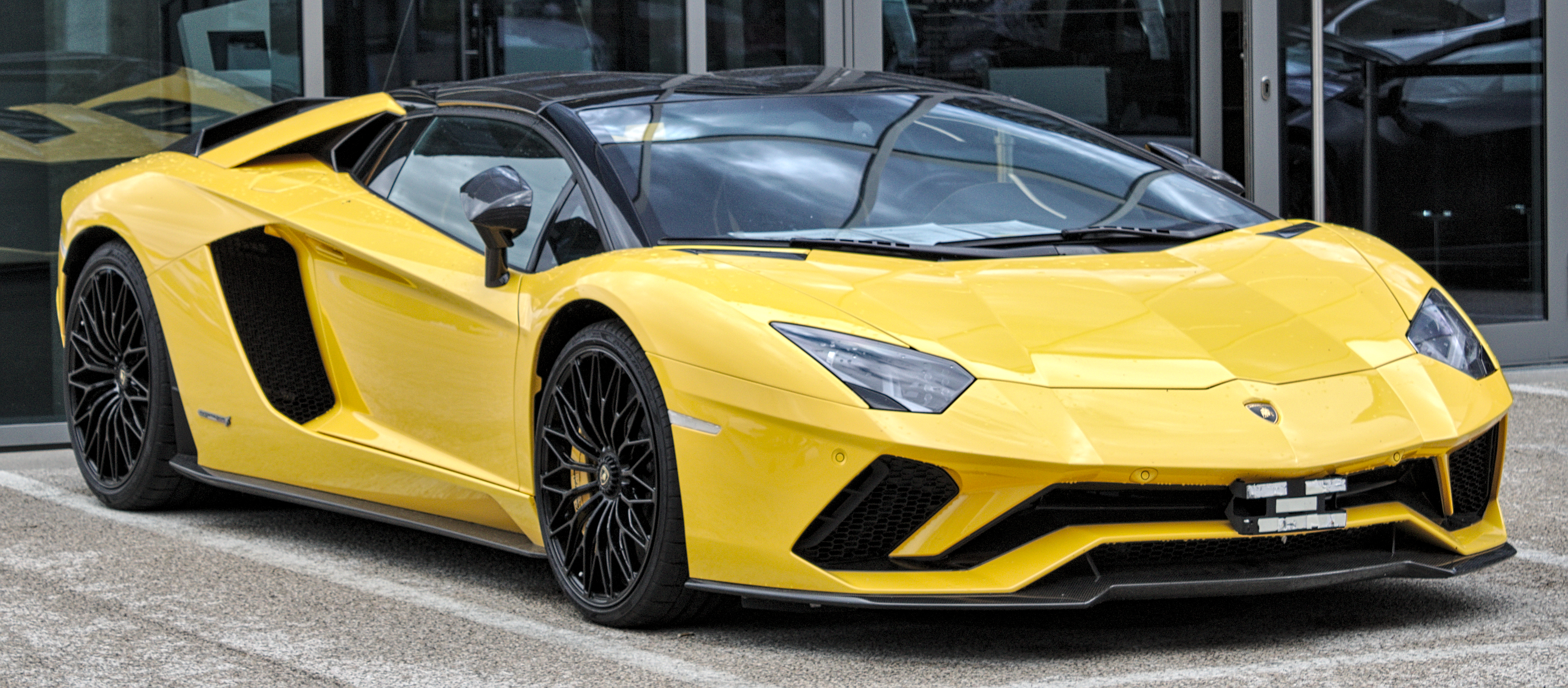
Aventador S, la prima vettura disegnata per il marchio italiano.

- Porsche Mission E
- Porsche Panamera Sport Turismo
- Porsche Boxster 987 Restyling
- Lamborghini Aventador S
- Lamborghini Urus[8]
- Lamborghini Sián
- Lamborghini Terzo Millennio
- Lamborghini SC18 Alston[9]
- Lamborghini Countach II
- Lamborghini Essenza
- Lamborghini Revuelto
- Lamborghini Lanzador
- Lamborghini Temerario